# Мирослав Гермашевський
Мирослав Гермашевський (пол. Mirosław Hermaszewski; 15 вересня 1941, Липники, Район Березне Костопільської округи, сучасний Березнівський район, між селами Білка та Зурне — 12 грудня 2022) — перший  польський космонавт. Герой Радянського Союзу (1978), нагороджений орденом Леніна, польським Хрестом Грюнвальда першого ступеня, іншими польськими орденами та медалями. Нагороджений медаллю на честь Миколая Коперника Польської академії наук.

## Життєпис
Походить із багатодітної родини малоземельного селянина, був сьомою дитиною. У дитинстві мати врятувала його від нападу УПА на Липники в березні 1943 року. Під час Волинської різанини Гермашевський втратив 19 членів своєї сім'ї, в тому числі батька, який помер у Березному від вогнепального поранення в легеню.[джерело?]
З ранніх років захоплювався авіацією, ще в початкових класах став відвідувати авіамоделювальний гурток, згодом займався планеризмом — посвідчення планериста отримав раніше за паспорта.
1961 року закінчує середню школу та вступає до Демблінського військового авіаційного училища. Після закінчення навчання проходив службу в частинах винищувальної авіації протиповітряної оборони Польської Народної Республіки.
Протягом 1969—1971 років навчався в Академії Генерального штабу імені Кароля Сверчевського на авіаційному факультеті, закінчив із відзнакою та продовжив службу в авіаційних частинах Війська Польського.
1975 року став командиром полку винищувальної авіації, 1976 року разом з Зеноном Янковським відібраний для проходження підготовки до польоту на радянському космічному кораблі за програмою «Інтеркосмос».
У грудні 1976 розпочав тренування у Центрі підготовки космонавтів ім. Ю. Гагаріна; пройшов пришвидшений курс підготовки до польотів у космос на космічному кораблі «Союз» та орбітальній станції «Салют-6».
Протягом 27 червня — 5 липня 1978 року здійснив політ у космос разом із радянським космонавтом Петром Климуком — як космонавт-дослідник космічного корабля «Союз-30», протягом семи днів працював на борту орбітальної станції спільно з членами основного екіпажу Володимиром Ковальонком та Олександром Іванченковим. Загальна протяжність польоту становила 7 днів, 22 години, 2 хвилини та 59 секунд.

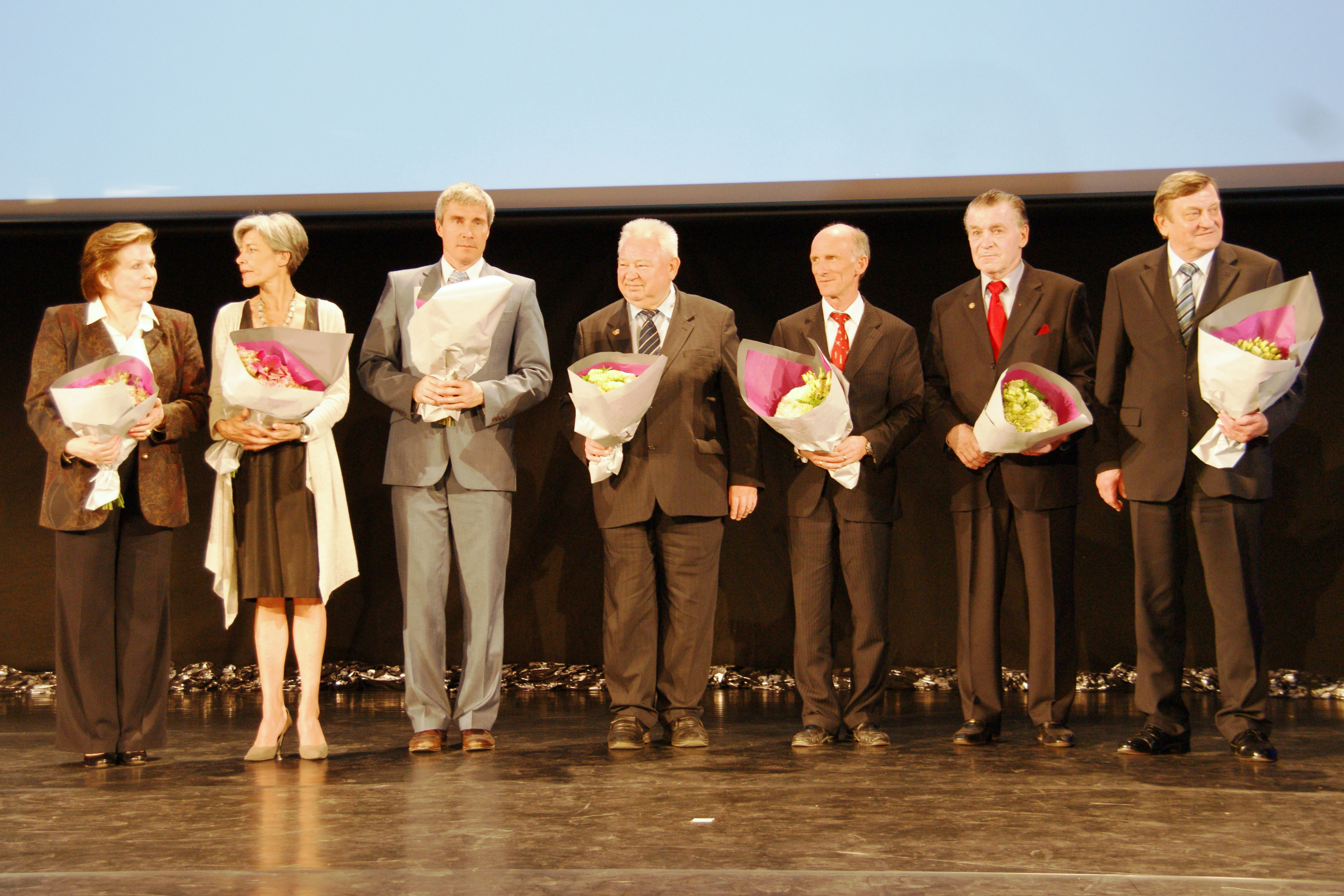
Святкування 50-річчя польоту Юрія Гагаріна в космос (2011). Зліва направо: Валентина Терешкова, Клоді Ейгнере, Сергій Крикальов, Георгій Гречко, Герхард Тіле, Олександр Серебров і Мирослав Гермашевський

Після приземлення та проходження курсу реабілітації повернувся до Польщі, продовжив службу в польських збройних силах.
Під час запровадження 1981 року в Польщі воєнного стану входив до складу Військової ради національного порятунку.
1982 року закінчив Військову академію Генерального штабу ім. К. Є. Ворошилова у Москві, того ж року став начальником польського льотного училища «Школа орлят».
Після того був замісником начальника Головного політичного управління польської армії — до 1989 року, коли політичні органи в армії ПНР були зліквідовані.
В 1988—1991 роках був комендантом (начальником) польської Вищої офіцерської льотної школи.
У 2018 році уряд Матеуша Моравецького підготував закон, який позбавляє державних і військових нагород і звань тих, які у 1943-90 роках зрадили польський державний інтерес, у тому числі всіх членів WRON (Військової ради національного порятунку Wojskowa Rada Ocalenia Narodowego). Закон був ухвалений парламентом, але на нього наклав вето президент Анджей Дуда, який назвав, наприклад, генерала Гермашевського людиною, яку за законом не можна позбавляти військового звання.
2000 року пішов у відставку. Надалі на громадських засадах займається пропагандою космонавтики.
Приїздив у 2000-х роках до Березного. Не знайшовши могили батька, розсипав квіти по всьому цвинтарі. У червні 2013 року знову побував у Березному, взяв участь у відкритті пам'ятника полякам, похованим на колишньому римо-католицькому кладовищі, де похований і його батько.
Національний банк Польщі у 1978 році ввів в обіг монету 20 злотих, присвячену польоту першого польського космонавта.